# سیستم اطلاعات رادیولوژی
سیستم اطلاعات رادیولوژی، از اصلی‌ترین اجزای مدیریت الکترونیک بخش تصویربرداری و داده‌های وابسته است. عملکرد عمدهٔ این سیستم می‌تواند شامل برنامه‌ریزی امور بیماران، مدیریت منابع، پیگیری انجام معاینه، تعمیم نتایج و شیوهٔ صدور صورت حساب باشد.
سیستم RIS در ارتباط با سیستم PACS و سیستم VNAS برای مدیریت آرشیو کردن تصاویر، نگه داشتن سوابق
و پرداخت‌ها استفاده می‌شود. RIS چند ویژگی اساسی دارد: ثبت نام و برنامه‌ریزی امور بیمار، مدیریت لیست بیمار، چگونگی ارتباط با استفاده از لیست‌های کاربری، مدیریت چریان کار در بخش رادیولوژی، درخواست ثبت اسکن، ثبت نتیجه، گزارش دیجیتال و صدور در قالب کاغذ برای استفادهٔ بهتر، انتقال نتیجه شامل فاکس و ارسال ایمیل از گزارش‌های بالینی یا درمانگاهی، پیگیری بیمار و صدور صورتحساب.
- مدیریت بیمار:RISمیتواندکل جریان کار بیمار را در بخش رادیولوژی پیگیری کند. ارائه دهندگان رادیولوژی می‌توانند تصاویر و گزارش‌ها را به EHRS اضافه کند جایی که آنها می‌توانند بازیابی شوند یا توسط کارکنان مجاز رادیولوژی دیده شوند
- برنامه‌ریزی: RIS به کارکنان اجازه می‌دهند تا با بیماران بستری و همچنین بیماران سرپایی قرار ملاقات بگذارند.
- پیگیری بیمار:ارایه دهندگان می‌توانند با استفاده از سیستم RIS پیشینهٔ یکل رادیولوژی بیمار را از زمان پذیرش تا ترخیص پیگیری کنند همچنین پیشینهٔ بیمار را با ملاقات‌های گذشته، حال و آینده هماهنگ کنند.[۱]
- گزارش نتیجه:RIS می‌تواند گزارش‌های آماری را برای یک بیمار گروهی از بیمارها یا اقدامات خاص گسترش دهد.
- ردیابی پرونده: معمولاً ارایه دهندگان خدمات رادیولوژی برای ردیابی فیلم های شخصی و داده های مرتبط با آنها است RISاستفاده می کنند.اما ازآنجایی که EHRهادرصنعت مراقبت های بهداشتی استانداردسازی شده اند و تصاویر دیجیتالی شده وPacs-که به طور گسترده ای پذیرفته شده است بخش های رادیولوژی و سیستم های RIS-PACS آنها درجریان کار بالینی کل شرکت پزشکی قراردارند.
- صدور صورت حساب :سیستم RIS نگهداری سوابق مالی مشروح را تأمین می‌کند و پرداخت الکتریکی را به عمل می‌آورد. هرچند این عملکردها به‌طور کلی در سیستم‌های HER به سازمان‌های پزشکی یکپارچه ای تبدیل شده‌اند.